# Tafresh
Tafresh (farsi تفرش) è il capoluogo della shahrestān di Tafresh, circoscrizione Centrale, nella provincia di Markazi in Iran. Aveva, nel 2006, una popolazione di 13.914 abitanti.

## Storia
Tafresh è un'antica città ed è stata per molti anni, in periodo sasanide, una roccaforte dello zoroastrismo e ne rimangono ancora oggi nella zona vari resti. Si tramanda il ricordo di un eroe, chiamato Delaram, che organizzò la resistenza dei zoroastriani alla conquista islamica. Uno dei villaggi della provincia fu chiamato Delaram in suo onore, ma il nome venne cambiato in Teraran dopo la conquista islamica. Teraran, in lingua pahlavi significa "ladri".

## Monumenti e luoghi d'interesse
- Il mausoleo Imamzadeh Abolqasem, nel villaggio di Shahvaraq, 25 km a sud-ovest di Tafresh.[2]
- Il mausoleo Imamzadeh Shahzadeh Hadi, nel villaggio di Hamzeqan.[3]